# سال‌های تنهایی
«سال‌های تنهایی» (انگلیسی: Age of Loneliness) آهنگی خلق‌شده به وسیلهٔ پروژهٔ موسیقی انیگما و محصول سال ۱۹۹۴ می‌باشد. این تک‌آهنگ، دومین تک‌آهنگی بود که از آلبوم صلیب تغییرات عرضه می‌شد.
این ترانه می‌تواند به عنوان یک نسخهٔ بازترکیبی (remix) از یک آهنگ پیش‌تر انیگما، ترانه کارلی ملاحظه شود، درجایی که آهنگ در اصل بیشتر ملایم‌تر شده بود و سرعت پایین‌تری دارد. آوازهای این ترانه به وسیلهٔ ساندرا کرتو زمزمه شده‌اند و متن ترانه در حقیقت به کاراکتر اصلی فیلم اسلیور، کارلی نوریس (بازی‌شده به وسیله شارون استون) اشاره دارد.
آهنگ‌های اصلی و مهیج این ترانه در سراسر آن ریشهٔ مغولی دارد و نیز شامل اندکی از سرودهای گریگوری است. برای نسخهٔ «Enigmatic Club Mix»، ضرب‌آهنگ ترانه تغییر یافته بود و با صداهای بیپ کد مرس آمیخته شده بود. در نسخهٔ «Jam & Spoon Remix»، ترانه با یک قطعهٔ کوتاه پیانوی آرام‌بخش آغاز می‌شود؛ و گرچه در تک‌آهنگ «سال‌های تنهایی» قرار گرفت، اما مشابه نسخه‌ای است که در تک‌آهنگ «ترانه کارلی» پیدا می‌شود.
در موزیک ویدئوی این ترانه، صحنات در شهر نیویورک می‌باشد و کاملاً با رنگ سوبیایی به فیلم درآمده است. مردم به حالت بی‌وزن و غوطه‌ور در هوا مشاهده می‌شود اما به دلیل مردمی که اطراف آن‌ها را گرفته‌اند دیده نمی‌شوند.

## جلد
پس‌زمینهٔ جلد تک‌آهنگ در بیشتر نقاط سفید (یا بژی) است و یک کارت ترو در وسط تصویر قرار دارد. شخصیت دیده‌شده در کارت ممکن است در نگاه اول به عنوان یک جادوگر فرض شود، اما در حقیقت یک santa claus (شخص موهومی که کودکان گمان می‌برند درشب عید میلاد مسیح می‌آید) در حال جادو کردن وسایل بازی است. شمارهٔ «۷» که در چهار گوشهٔ کارت دیده می‌شوند بیان‌کنندهٔ این هست که این ترانه، هفتمین آهنگ آلبوم صلیب تغییرات می‌باشد.

## فهرست تک‌آهنگی
- «Radio Edit» - زمان: ۴:۱۴
- «Clubby Radio Edit» - زمان: ۳:۳۱
- «Enigmatic Club Mix 128 bpm» - زمان: ۶:۲۳
- «Jam & Spoon Remix 93 bpm» - زمان: ۶:۲۸

دیسک تصویری تک‌آهنگ «سال‌های تنهایی»

- «Album Version» - زمان: ۵:۱۹